# Sjundedagsadventisterna
Sjundedagsadventisterna (engelska: Seventh-day Adventist Church) är en kristen frikyrka, bildad 1863 i USA. Det finns ungefär 20 miljoner (2016) medlemmar runtom i världen. Då är  odöpta barn inte medräknade. Kyrkan har många medlemmar i Syd- och Centralamerika och Afrika; 39 % av adventisterna är afrikaner.
Adventistsamfundet i Sverige har ungefär 2 800 döpta medlemmar fördelade på 36 församlingar. Sjundedagsadventister firar biblisk sabbat och har sin vilodag på lördagen.
 Det finns även andra kristna grupper som firar den bibliska sabbaten. På senare tid har antalet sabbatsfirande ökat även utanför adventistsamfundet.
Kyrkan lägger tonvikt på kost och hälsa, inklusive att följa koshermatlagar och förespråkar vegetarianism.

## Historia
Adventismen har sina rötter i baptistsamfundet och den bibelskolerörelse där William Miller med flera beräknade datumet för Kristi återkomst till den 22 oktober 1844 genom tolkningar av Daniels bok. De historiska banden finns också till metodismen.
Den stora besvikelsen som inträffade efter att detta datum passerats ledde till intensiva bibelstudier, där Ellen G. White fick sina första uppenbarelser. Sjundedagsadventisterna tror att hon var en profet och hennes skrifter har översatts till många olika språk. På svenska finns bland annat böckerna Vägen till Kristus och Vändpunkten. Vändpunkten är en bok som handlar om Jesu liv. Den stora striden / Konfrontationen, en annan av hennes böcker, är en kyrkohistorisk översikt från Jesu tid till Kristi återkomst.
Fram till 1863 var adventisterna en informell grupp; de mest betydelsefulla anhängarna var Ellen G. White, hennes man James White och Joseph Bates. Efter intensiva diskussioner organiserades 1863 en formell kyrka the Seventh-day Adventist Church i Battle Creek i Michigan.
År 1874 skickade samfundet sin första missionär J. N. Andrews till Schweiz.
Till Sverige kom adventiströrelsen från Norge. Jonas Pehrson Rosquist och Olof Johnson grundade 1880 den första svenska adventistförsamlingen i Grythyttan, Broder P. Saxin blev föreståndare för den 45 medlemmar starka församlingen. Efter att de döpts i Christiania (nuvarande Oslo) 1893 byggde församlingen i Grythyttan den första av adventisternas kyrkobyggnader i Sverige.
2009 uppgav rörelsen att de hade drygt 16 miljoner medlemmar. Många av medlemmarna finns i utvecklingsländer där rörelsen har bedrivit omfattande mission. Stora väckelser äger rum i både Afrika och Latinamerika.
Sjundedagsadventisterna har en omfattande bokutgivning.

## Tro
Adventisterna har alltid uppmuntrat egna bibelstudier. Bibeln är grunden till det man tror, det finns 28 lärosatser som sammanfattar vad de flesta adventister tror på. Namnet sjundedagsadventister kommer från att man håller lördagen som sabbatsdag, samt att man väntar på Jesu snara återkomst. Medlemskap förvärvas genom troendedop.
- Vilandet på den sjunde dagen, lördagen, går tillbaka på att det i Bibeln står att Gud vilade på den sjunde dagen efter att han skapat världen. Att den sjunde dagen är vilodagen återkommer även i de tio budorden.
- Bibelns profetior om tidens slut och Jesu återkomst har en central plats i sjundedagsadventisternas undervisning. Adventist härleds ur latinets adventus, vilket betyder ankomst, syftande på Kristi återkomst. Kristi återkomst är omskrivet på många ställen i Bibeln t.ex. Matt 24–25, Mark 13, Luk 21 och Uppenbarelseboken.
- Adventister tror att Bibeln är det enda rättesnöret för tro, liv och lära.

### Gud, Jesus och frälsningen, Bibeln
Adventismen är en kristen rörelse, och man bekänner sig till grundläggande kristna trossatser som tron på en treenig Gud, att Jesus är världens frälsare, och att människan genom Guds kraft och gåva får en personlig tro från Gud. Bibeln är den enda grunden för tro och lära, och man anser att Bibeln är realinspirerad. Adventismen är en kristen rörelse

### Sabbaten
Sabbat betyder vila. De första adventisterna firade som många kristna söndagen som helgdag. Efter ihärdiga bibelstudier kom man dock fram till att sabbaten skulle firas på den sjunde dagen dvs. lördagen. Denna insikt fann man då man i besvikelsen över Jesu uteblivna återkomst 1844 studerade Bibeln grundligt i så kallade bibelkonferenser. En annan förståelse, än William Millers, av vad som hände 1844 lades fram i dessa bibelkonferenser. William Miller hade uppfattat att "templet [kommer] att få sin upprättelse" i Daniel 8:14 handlade om att jorden skulle renas i eld vid slutet av de profetiska 2 300 kvällarna och morgnarna. De första adventisternas studier ledde dem däremot in i studier av Gamla testamentets tempeltjänst och försoningsdagen, som avslutar gudstjänståret. Enligt adventisternas tolkning av Daniel 8:14 är 1844 förknippat med Jesus översteprästerliga tjänst som beskrivs i Hebreerbrevet, särskilt den tjänst som utförs vid nådens tron (Hebr. 4:16; förbundsarken i Gamla testamentet) under försoningsdagen. I förbundsarken förvarades de tio budorden och vid närmare studium av Guds lags funktion i domen och i förhållande till Guds nåd upptäckte man sabbaten.
Adventister menar att:
- Sabbaten i Bibeln inte endast är knuten till Guds förbund med det judiska folket. Sabbaten har en universell giltighet eftersom den instiftas redan i skapelsen: "Gud välsignade den sjunde dagen och gjorde den till en helig dag, ty på den dagen vilade Gud sedan han utfört sitt skapelseverk" (1 Mos. 2:3). Sabbaten är en del av  10 Guds bud.[6]
- Sabbaten är den dag i skapelseveckan som avslutar Guds skapelseverk och påminner människan om hennes ursprungliga relation till Skaparen.
- Sabbaten påminner människan om hennes värde i Guds ögon, som inte bygger på prestationer utan på att hon är skapad till Guds avbild och att hon finner sin avsikt i sabbatsvilan.
- Sabbaten är ett sökande tillbaka till den oförstörda relationen mellan Gud och människan, vilket Hebr. 4:9-11 påminner om. Den fullkomliga relationen med Skaparen fanns där innan syndafallet och den återupprättas i Kristus, och sabbatsdagen är den ständigt återkommande påminnelsen eller konkretiseringen av denna fullkomliga och försonade relation. "Så har Guds folk alltjämt en sabbat att vänta" (Heb. 4:11) pekar på att sabbatsvila ännu inte helt och fullt nått sin profetiska uppfyllelse, utan den pekar fram mot Jesus återkomst, då löftet om "nya himlar och en ny jord där rättfärdighet bor" förverkligas (2 Pet. 3:13).

Adventisterna menar vidare att sabbaten firas genom att människan lägger ner sina sysslor som en konkret påminnelse om hur räddningen i Kristus går till: "av nåd är ni frälsta genom tron, inte av er själva, Guds gåva är det" (Ef. 2:8). Det är också en funktion som sabbatsfirandet har redan i Gamla testamentet: "Dessutom gav jag dem mina sabbater till ett tecken som förenar mig och dem, för att de skall inse att det är jag, Herren, som helgar dem" (Hes. 20:12).
Kritiker har gjort gällande att man i sin historia lagt för stor vikt vid de tio budorden, så att rättfärdiggörelsen av Guds nåd genom tro kommit i skymundan. Adventister ser inte sabbaten som en fråga om lydnad, utan som en fråga om tillbedjan och relation till skaparen och frälsaren. Sabbatsfirandet är en frukt av tron, att vilja vila i Kristus. "Den som har mina bud och håller dem, han älskar mig..." (Joh 14:12). Räddningen är säkrad genom tron och tilliten till Jesus och Guds nåd genom Jesus; människans svar är att tillbe och tjäna osjälviskt. Sabbatsfirandet är en del av adventisternas tillbedjan och gudstjänst. Adventisterna knyter sitt sabbatsfirande till den profetitska uppmaning som ges till alla människor i Upp. 14:7: "Tillbe honom som har skapat himlen och jorden och havet och vattenkällorna", som för tankarna tillbaka till sabbatsbudet i 2 Mos. 20:11.
En invändning mot sabbatsfirandet som en del kristna har är att Jesus tycks behandla sabbaten nedlåtande, inte minst i konflikter med fariséerna. Jesus säger att den som bryter mot ett av buden, bryter mot alla och att inte ett jota av lagen upphör innan himmel och jord förgår (Matt 24:35–36). Adventisterna menar att andra kristna har missförstått sabbatens betydelse i Jesu liv och gärning. Jesus återupprättar sabbatens betydelse och det är detta som framkommer i konflikten med fariséerna. Genom sina sju sabbatsunder bekräftar Jesus syftet med sabbaten som en dag för människan. Jesus är Herre över sabbaten (Mark 2:28).
Sabbaten är inom adventismen inte bara en minnesdag över skapelsen, utan också en dag som påminner om räddningen i Kristus. Dels har det sin grund i de två versionerna av de tio budorden som finns i Bibeln. Den första, i 2 Mos 20 motiverar sabbatsfirandet med skapelsen och att Skaparen vilade den sjunde dagen. I den andra versionen, i 5 Mos. 5, motiveras sabbatsbudet med befrielsen från slaveriet i Egypten, som i Nya testamentet återkommer som en förebild för räddningen från synden genom Jesus död på korset under påsken. Sabbaten under påsken då Jesus offras inramas av hans frälsningsgärning; han dör på förberedelsedagen kort innan solen går ner och sabbaten börjar och uppstår efter att solen gått ner och sabbaten slutat, den första dagen (Matt. 28:1, Joh. 20:1). Jesus dör för att befria oss från synd och skuld och uppstår för att befria oss från döden och ge oss hopp om evigt liv. Däremellan vilar han i graven från sitt verk.
Adventister betonar själva vilandet, att vila i det Gud genom Kristus har gjort för människan. Sabbaten finns till för människan och inte tvärtom (Mark 2:27). Sabbaten börjar vid solnedgången på fredagen och slutar vid solnedgången på lördagen. Sabbaten är en vila i Kristus, inte i vad vi kan åstadkomma, utan vad Kristus gjort för oss.

## Verksamheter och livsstil

### Musiken
Adventisterna i Sverige använder sedan 1986 den samfundsgemensamma psalmboken Psalmer och Sånger, varav de 325 första är gemensamma med Svenska kyrkans psalmer i 1986 års psalmbok.
Redan 1890 utgavs den första adventistpsalmboken på svenska, tryckt och importerad från Amerika och med översättningar av i huvudsak amerikanska psalmer. Psalmboken hade, och behöll till 1986, namnet Sions sånger, liksom læstadianernas och de ännu tidigare Herrnhutarnas psalmböcker. 1914 gav man ut en egen version av Sions sånger, den gavs ut i två upplagor vilken sedan reviderades ordentligt till den tredje upplagan 1948 då cirka hälften av de gamla psalmerna behölls. Genom åren har några särtryck gjorts, för tältmöten och mindre sammankomster.

### Kost och hälsa
Adventisterna förespråkar en hälsosam livsstil och rekommenderar avhållsamhet från alkohol och tobak. I Sverige har man därför ett organiserat samarbete med Blåbandsrörelsen.
Många adventister är vegetarianer och avhåller sig från koffein. Sjundedagsadventistsamfundet uppmuntrar vegetarisk kost då vissa djur anses som orena att äta eftersom de omnämns som sådana i Bibeln; fläskkött och skaldjur utgör två exempel.
Adventisterna har gjort sig kända för att driva hälsohem. I Sverige drevs tidigare Nyhyttans rehab- och hälsocenter utanför Nora, samt Hultafors Sanatorium mellan Borås och Göteborg. Under 1990-talet skedde en successiv avveckling av dessa verksamheter beroende på minskat antal patienter som kunde besöka kurorterna med landstingsbidrag. Det som återstår av samfundets verksamhet på dessa orter idag är de lokala adventistförsamlingarna.
Samfundet har också drivit ett hälsokostföretag, Svenska Nutana AB (tidigare ESDA-kost) dit även varumärket Hälsans Kök var knutet. Under 2006 avvecklades också denna verksamhet, inte för att den var olönsam, men för att man såg en möjlighet att omfördela resurser och satsa mer på evangelisk verksamhet.
I omslagsartikeln till National Geographic 2005 diskuteras adventisters långa levnadslängd som i genomsnitt är 4–10 år längre än icke-adventisters. Adventister är, tillsammans med naturbefolkning i Okinawa och Sardinien, en av de folkgrupper i världen som har längst beräknad livslängd, något som tillskrivs sunda levnadsvanor och sabbaten som en stressreducerande faktor. Studien är gjord på adventister i Kalifornien och genomförd av amerikanska NIH (National Institutes of Health).

### Verksamhet
Verksamheten är främst koncentrerad till de lokala församlingarna. Utöver gudstjänster och bibelstudier driver församlingarna olika verksamheter, utifrån lokala förutsättningar och behov.
Inom Adventistsamfundet finns ett barn- och ungdomsarbete besläktat med scoutrörelsen. Adventisternas scoutförbund är anslutet till scoutrörelsen genom KFUK-KFUMs Scoutförbund. De har egna scoutskjortor, märken, utbildning och samverkar endast blygsamt med övriga scoutrörelsen på lokal nivå.
Adventistsamfundet är huvudman för Ekebyholmsskolan, en friskola utanför Rimbo. Adventistsamfundet driver brevskolan Hoppets Röst.
Samfundet har även stor hjälpverksamhet inom många olika områden runt om i världen. Till exempel bedriver man katastrofhjälp samt hjälp till utbildning och vård. Hjälporganisationen heter ADRA (Adventist Development and Relief Agency) och verkar i 125 länder.

#### Fristående institutioner
I Sverige finns LifeStyleTV som är en TV-kanal som sänder via Thor 6-satelliten och streamas över internet. Kanalen riktar sig till hela Skandinavien. Många av programmen är på engelska. LifeStyleTV arbetar tillsammans med Sjundedagsadventistsamfunden i Skandinavien och drivs i form av en stiftelse.

## Organisation
Adventisterna styrs enligt en demokratisk ordning som var aktuell i Nordamerika i mitten av 1800-talet. Den bygger i sin tur Metodistkyrkans dåvarande ordning. Mycket av materialet som används inom kyrkan, och särskilt SDA:s sabbatsskola, bygger på material utformat i USA. I Sverige finns en redaktionskommitté som gör ändringar och anpassar materialet till den kultur och de frågeställningar som finns här.

### Generalkonferensen
Den globala kyrkan kallas för Generalkonferensen. Generalkonferensens generalförsamling samlades senast sommaren 2010 i Atlanta. Adventistsamfundet i Sverige representerades av två svenska delegater.
Ted Wilson valdes till ordförande för sjundedagsadventistsamfundet i juli 2010. Han är född i Takoma Park, Maryland 10 maj 1950. Ted Wilson omvaldes av generalkonferensen 2015 i San Antonio, Texas, USA.

### Divisioner
Den världsvida Sjundedagsadventistkyrkan är indelad i tretton administrativa divisioner, som geografiskt omfattar hela eller delar av kontinenter. De tretton divisionerna (med högkvarter) är:
- Nordamerika (Silver Spring, USA)
- Mellanamerika (Miami, USA)
- Sydamerika (Brasilia, Brasilien)
- Norra Asien-Stilla havet (Koyang, Sydkorea)
- Södra Asien-Stilla havet (Cavite, Filippinerna)
- Södra Asien (Tamil Nadu, Indien)
- Södra Oceanien (Wahroonga, Australien)
- Eurasien (Moskva, Ryssland)
- Transeuropa (St Albans, Storbritannien)
- Eurafrika (Bern, Schweiz)
- Väst-Centralafrika (Abidjan, Elfenbenskusten)
- Öst-Centralafrika (Nairobi, Kenya)
- Södra Afrika-Indiska Oceanen (Harare, Zimbabwe)

Den svenska unionen ingår i den transeuropeiska divisionen (TED).

### Unioner
Divisionerna är i sin tur indelade i unioner, vars högsta beslutande organ är unionsmötet. I Norden finns fyra unioner, den svenska, finska, norska och danska. Adventisterna på Island, Grönland och Färöarna tillhör den danska unionen.
Den svenska unionen är i Sverige registrerad som ett trossamfund. Vid det svenska unionsmötet (som hålls vart fjärde år) väljer man en samfundsstyrelse som leder samfundets arbete mellan unionsmötena.

### Konferenser
Unionerna är indelade i lokala konferenser eller distrikt, som organiserar församlingar inom ett land eller ett geografiskt område. Konferenserna ordinerar och avlönar pastorer samt förvaltar egendom. På Island finns en konferens som tillhör den danska unionen. I Sverige är unions- och konferensnivåerna sammanslagna.

### Församlingar
Varje troendedöpt adventist räknas som medlem av en lokal församling som leds av en av medlemmarna vald församlingsstyrelse.
En församling är i Sverige vanligtvis konstituerad som en ideell förening. De lokala församlingarna skickar valda representanter till distriktskonferenserna (eller som i Sverige: det nationella unionsmötet).

## Sjundedagsadventisterna i Sverige

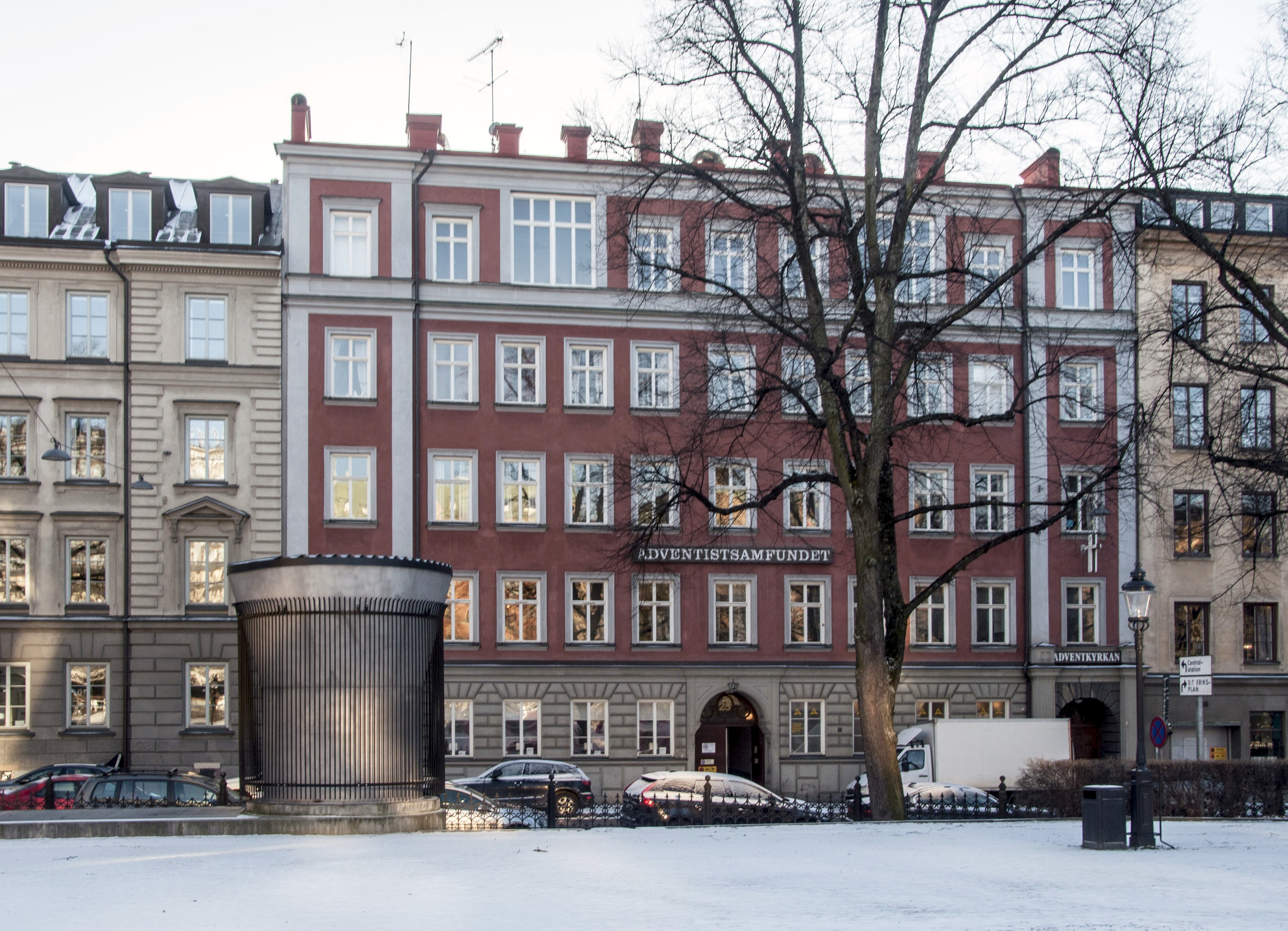
Adventssamfundet i Stockholm. Olof Palmes gata 25.

Bobby Sjölander är missionsföreståndare mellan åren 2018–2021. Göran Hansen var missionsföreståndare mellan åren 2013 och 2017. En av de främsta profilerna inom adventismen i Sverige var tidigare Ingrid Albiner Palm, författare till boken "I allt lik oss" med flera böcker.
Adventistsamfundet i Sverige har församlingar i 36 kommuner från norr till söder och driver Ekebyholmskolan, en grundskola och gymnasieskola, 5 km från Rimbo i Roslagen.
Skandinaviska Bokförlaget (fram till 1950-talet Skandinaviska Förlagsexpeditionen) grundades i Stockholm i december 1886 av danskamerikanen John G. Matteson som Sjundedagsadventisternas förlag i Sverige. 1970 flyttade verksamheten till Gävle och 1983 avyttrades tryckeriet. Förlaget gick i konkurs 1993, men förlagsverksamheten fortsatte som en avdelning inom Adventistsamfundet, SDA Media. Skandinaviska Bokförlaget börjar åter användas som varumärke 2012 i bolaget Adventist Media & Förvaltning AB, ägt av Adventistsamfundet.

## Utbrytare och interna strömningar
Genom sjundedagsadventisternas hela historia har några grupper blivit uteslutna eller själva valt att lämna kyrkan. I en del fall har detta lett till nya samfundsbildningar.
1925 bildades Sjundedagsadventisternas reformationsrörelse av tyskar som, under första världskriget 1914 blivit uteslutna ur kyrkan, på grund av vapenvägran.
1929 bildades den davidianska sjundedagsadventismen sedan Victor Houteffs bok "Herdens stav" avvisats som villolärande. Efter Houteffs död splittrades dessa i sin tur i flera olika grupper.
De australiska bröderna John och Robert Brinsmead uteslöts i början av 1960-talet och bildade "Sanctuary Awakening Fellowship".
En annan riktning är progressiva adventister som ser vissa företeelser inom adventismen som adiafora, det vill säga moraliskt neutrala och inte nödvändiga för frälsning. Den "progressiva" adventismen identifierar sig gärna som evangelikal, och betonar grunderna i den kristna tron som man delar andra kristna. Man ser sig som arvtagare till samfundets pionjärer genom en ständig omprövning av bibelförståelsen, och genom att söka ge Bibelns svar på omvärldens faktiska behov. Till exempel betonas sabbaten som en gudagiven gåva i ett stressigt samhälle (vilket även den "historiska" adventismen gör), medan man – i motsats till den "historiska" adventismen – tonar ner eller förkastar den del av teologin som kopplar ihop sabbaten/söndagen med vilddjurets märke.